# Ella Mae Morse
Ella Mae Morse (Mansfield, 12 settembre 1924 – Bullhead City, 16 ottobre 1999) è stata una cantante e attrice statunitense.

## Carriera
Nata in Texas, viene "scoperta" da Jimmy Dorsey quando aveva 14 anni. Da giovanissima si unisce alla band di Freddie Slack, con cui registra Cow Cow Boogie e Mr. Five by Five. 
Nel 1943 inizia a lavorare da solista.
Lavora in diversi film come Caccia al fantasma (1944), South of Dixie (1944), Non ti posso dimenticare (1943), How Dooooo You Do!!! (1945) e Hit and Run (1957) e trasmissioni TV, oltre che in radio.
Tra i suoi più grandi successi, targati Capitol Records, vi sono anche Blacksmith Blues (1952), Buzz Me (1946), The House of Blue Lights (1946) e Shoo Shoo Baby (1943).
Cessa di registrare nel 1957, ma continua ad esibirsi fino ai primi anni '90 in diversi locali.